# Loisachgries
Das Loisachgries in Garmisch umfasst mehrere historische Straßenzüge im oberbayerischen Markt Garmisch-Partenkirchen. Das Loisachgries in Garmisch ist auf Basis des Denkmalschutzgesetzes vom 1. Oktober 1973 ein Ensemble, die Aktennummer lautet E-1-80-117-3.

## Beschreibung
Das Loisachgries (ahd.gris, Sand, Kies), das sich im Ortskern von Garmisch südlich der Loisach bis zum Mühlbach erstreckte, weist eine historische Bebauung auf. In nordöstlich-südwestlicher Richtung erstrecken sich vier leicht geschwungene Gassen, die mehrheitlich nordseitig mit dicht gereihten Häusern bebaut sind. Diese Gebäude sind vor allem ehemalige Bauernhäuser des Werdenfelser Typs mit weit ausgreifenden Flachsatteldächern und stellenweise mit charakteristischen Zierbundgiebeln. Mit dem Einsetzen des Tourismus begann im späten 19. Jahrhundert der Umbau von Stallteilen zu Wohnräumen. Die seitdem veränderten oder neu errichteten Gebäude folgen nach Proportionen, Dachart und -neigung dem historischen Bauernhaustyp bzw. sind den Formen des Heimatstils verpflichtet. Eine Reihenbebauung mit fast ausschließlich südöstlich orientierte Giebelstellung sorgt für einen einheitlichen Charakter des Ensembles. Auf Grund der Olympischen Winterspiele 1936 vollzog sich ein Wandel vom bäuerlichen zu einem vom Fremdenverkehr geprägten Ortsbild. Der östliche Teil der Griesstraße wurde zur Geschäftsstraße ausgebaut.
Das beeindruckendste Element des Ensembles bildet die Häuserzeile der Sonnenstraße, die sich im Nordosten der Promenadestraße anschließt. Sie geht in ihrer Anlage wohl auf das 16./17. Jahrhundert zurück und umfasst eine langgestreckte Reihe ehem. bäuerlicher Giebelhäuser des 18. bis frühen 20. Jahrhunderts. Sie besitzen dazu noch hölzerne Lauben und Fassadenmalereien bis in die jüngste Zeit. Ihre Rückgebäude bilden zugleich die Südseite der Griesgartenstraße. Diese besteht aus einer heterogenen Bebauung unterschiedlicher Dichte mit stattlichen Gebäuden, ehemaligen Bauernhäusern, Nebengebäuden und Schupfen. Das Gasthaus in der Griesgartenstraße 20 besitzt eine Lüftlmalerei von Heinrich Bickel. Zwischen Sonnen- und Von-Müller-Straße befindet sich ein angerartiger Bereich, den wenige Kleinhäuser, Schupfen und Gärten besetzen. Der am weitesten südliche, dem Mühlbach zugeordnete Gassenzug ist die Griesstraße. In ihrem östlichen Teil ist sie bis zu einer platzartigen Erweiterung am Beginn der Von-Müller-Straße doppelseitig bebaut und von Wohn- und Geschäftshäusern der 1930er Jahre geprägt. Der westliche Teil tritt durch eine lockere Bebauung von Wohn- und Geschäftshäusern sowie einer ehem. Schmiede hervor. Im Westen treffen Griesgarten-, Sonnen-, Von-Müller- und Griesstraße platzartig zusammen. Das Haus Von-Müller-Straße 12 schließt hier das Ensemble ab.